# Maria Kristina Kiellström
Maria Kristina Kiellström (15 de junio de 1744 - 20 de enero de 1798), conocida por el nombre de Maja Stina, fue una trabajadora de la seda sueca y supuesta prostituta.
Ella inspiró al compositor y músico Carl Michael Bellman para crear el personaje principal de sus canciones las Epístolas de Fredman, la prostituta demi monde o "ninfa" rococó Ulla Winblad.

## Biografía
Kiellström nació en una familia pobre en lo que entonces era la zona pobre de Ladugårdslandet en Estocolmo. Su madre murió cuando ella tenía cinco años. Su padre, Johan Kiellström, originalmente estaba en la artillería, pero se vio obligado a renunciar al servicio militar debido a la epilepsia, y se ganaba la vida como barrendero. Su padre se volvió a casar con una mujer con el nombre de Catharina Elisabeth Winblad, y Maja Stina ocasionalmente usó el nombre de su madrastra Winblad ("vineleaf")
Desde los catorce años de edad, Kiellström se mantuvo a sí misma. Su primer trabajo fue de empleada doméstica, pero en 1763, es mencionada en registros como una trabajadora de la seda.
Durante la década de 1760, conoció al compositor e intérprete Carl Michael Bellman, y se sabe que cenaron y bailaron juntos. En 1765, dio a luz a una hija que murió después de ocho días. El padre de la niña fue el coronel Wilhelm Schmidt, de la nobleza sueca en el servicio ruso, quien prometió casarse con ella, pero la abandonó y se fue a Rusia.

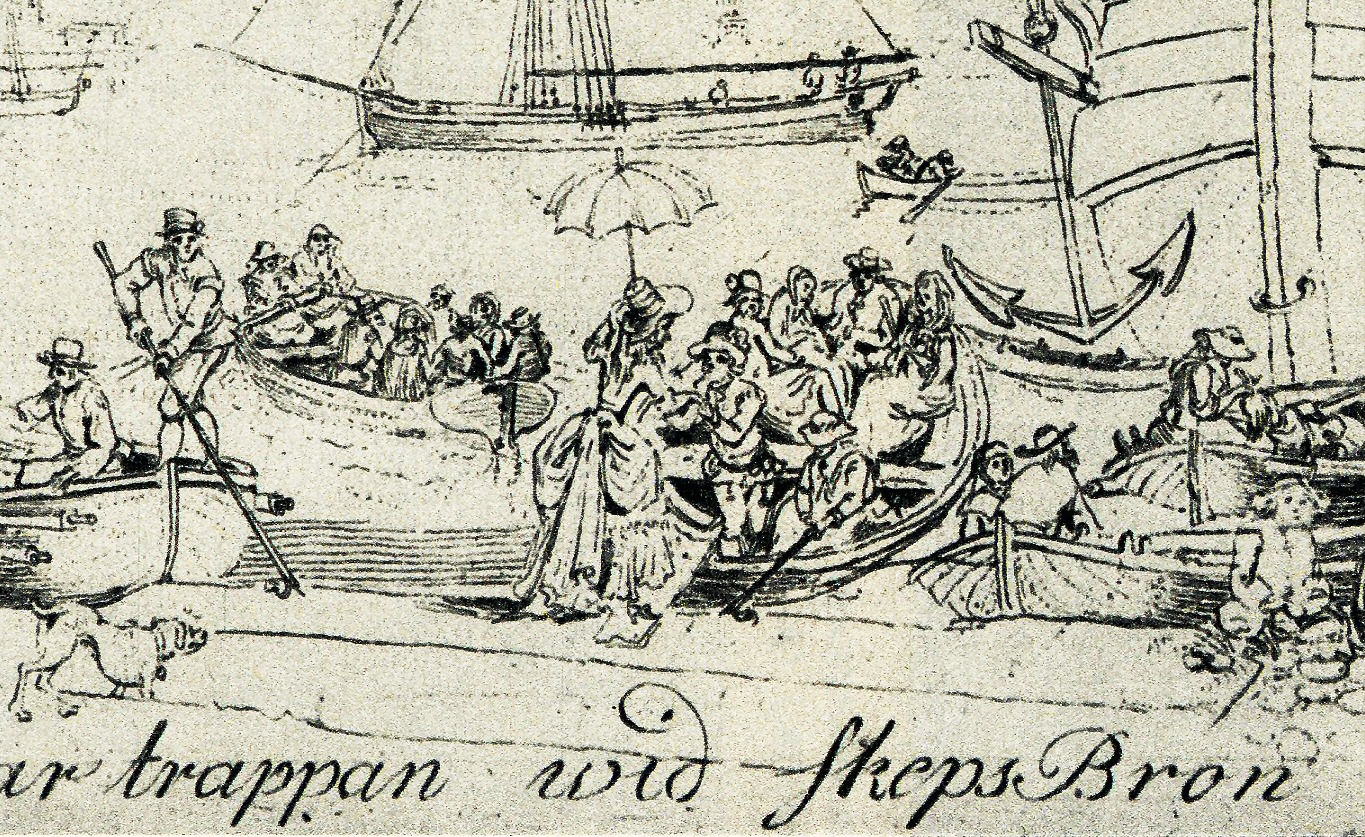
Detalle del grabado "Los pasos en Skeppsbro" mostrando una escena en el puerto de Estocolmo por Elias Martin, 1800. La creencia popular es que la figura central es la mítica Ulla Winblad, basada en Kiellström que creó Carl Michael Bellman.

Durante estos años, se dice que fue prostituta. Los historiadores, sin embargo, no han encontrado nada que confirme esta afirmación. Según August Gynther, tampoco hay constancia de que ella haya trabajado alguna vez en una taberna. En una ocasión, su casero sospechó de su estilo de vida inmoral, pero otras la describieron como una trabajadora ordenada y obediente. Se confirma que tomaba regularmente la comunión en la iglesia, algo que probablemente no se le habría permitido hacer si hubiera sido una prostituta. Y nunca estuvo alojada en la cárcel Långholmens spinnhus por prostitución. Según los registros históricos, solo fue arrestada una vez, y la razón no fue la prostitución. En 1767, fue arrestada por llevar seda, que normalmente estaba prohibida para los plebeyos y los trabajadores en virtud de la Ley suntuaria de la época. Fue dada de alta después de haber demostrado que era una trabajadora de la seda y, por lo tanto, la ley la autorizaba a usar la seda a pesar de ser un plebeyo.
En 1772, se casa con Eric Nordström, un amigo de la niñez de Bellman, a quien Bellman ayudó a conseguir trabajo en la aduana en Norrköping. Un personaje llamado Nordström es mencionado en las Epístolas de Fredman de Bellman. El propio Bellman tenía un trabajo intrascendente en la aduana. El matrimonio era desdichado ya que Nordström la maltrataba. Ella enviudó en 1781, y regresó a Estocolmo, y en 1786, cuando rondaba los 42 años, se casó con Erik Lindståhl, un hombre once años más joven. Por esta época se la consideraba una mujer muy bonita para su edad.

## Como Ulla Winblad

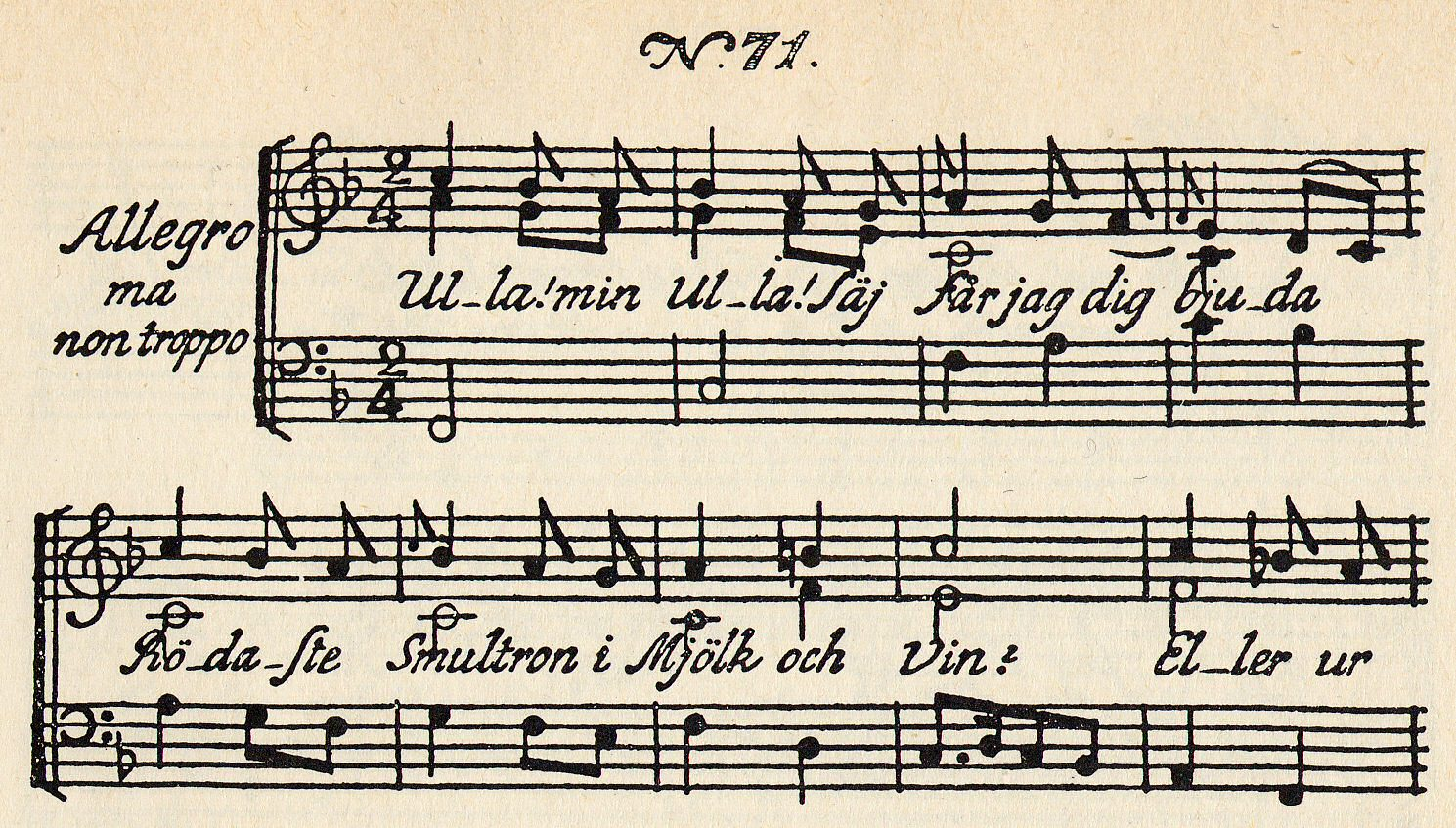
Comienzo de la Epístola de Fredman no 71, Ulla, mi Ulla, es que puedo ofrecerte las fresas más rojas en leche y vino..., una canción dedicada a Ulla Winblad, la musa demimode mítica basada en Kiellström.

Kiellström inspiró a Carl Michael Bellman para crear el personaje, la prostituta "ninfa de bar", demi monde, y cortesana Ulla Winblad ("Ulla hoja de parra") que aparece en muchas de las canciones en las Epístolas de Fredman. La popular Epístola no. 71 comienza con la siguiente estrofa:
Ulla, min Ulla, säj, får jag dig bjuda
rödaste smultron i mjölk och vin,...
Ulla, mi Ulla, te ofrezco
las fresas más rojas en leche y vino...
Se dice que Kiellström y su esposo se sintieron perseguidos por la imagen que propagaba Bellman de ella, y ella fue muy humillada a causa de las canciones que se referían a su alter ego. En efecto, otra mujer que tenía por nombre "Ulla" al publicar un aviso en busca de pareja en un periódico de Estocolmo en la década de 1790, recibió la siguiente respuesta de un pretendiente enojado "Como es que piensa que yo me puedo casar con usted cuando usted tiene tal nombre?"